# Управление требованиями к программному обеспечению
Управление требованиями к программному обеспечению (англ. software requirements management) — процесс, включающий идентификацию, выявление, документирование, анализ, отслеживание, приоритизацию требований, достижение соглашения по требованиям и затем управление изменениями и уведомление соответствующих заинтересованных лиц. Управление требованиями — непрерывный процесс на протяжении всего проекта разработки программного обеспечения.
Цель управления требованиями состоит в том, чтобы гарантировать, что организация документирует, проверяет и удовлетворяет потребности и ожидания её клиентов и внутренних или внешних заинтересованных лиц. Управление требованиями начинается с выявления и анализа целей и ограничений клиента. Управление требованиями, далее, включает поддержку требований, интеграцию требований и организацию работы с требованиями и сопутствующей информацией, поставляющейся вместе с требованиями.
Установленная таким образом отслеживаемость требований используется для того, чтобы уведомлять заинтересованных участников об их выполнении, с точки зрения их соответствия, законченности, охвата и последовательности. Отслеживаемость также поддерживает управление изменениями как часть управления требованиями, так как она способствует пониманию того, как изменения воздействуют на требования или связанные с ними элементы, и облегчает внесение этих изменений.
Управление требованиями включает общение между проектной командой и заинтересованными лицами с целью корректировки требований на протяжении всего проекта. Постоянное общение всех участников проекта важно для того, чтобы ни один класс требований не доминировал над другими. Например, при разработке программного обеспечения для внутреннего использования у бизнеса могут быть столь сильные потребности, что он может проигнорировать требования пользователей, или полагать, что созданные сценарии использования покроют также и пользовательские требования.

## Отслеживаемость требований
Отслеживаемость требования фактически значит документирование всего жизненного цикла требования. Часто необходимо узнать первоисточник каждого требования. Для этого все изменения требований должны быть задокументированы, чтобы достигнуть отслеживаемости. Отслеживаемым должно быть даже использование реализованных требований.
Требования исходят из различных источников, таких как представитель бизнеса, заказывающий продукт, менеджер по маркетингу или фактический пользователь. У всех этих людей есть различные требования к продукту. При помощи отслеживаемости требований реализованная в системе функция может быть прослежена назад к человеку или группе, которая заказывала её во время сбора требований. Эта особенность может, например, использоваться в процессе разработки для приоритизации требований, определяя, насколько ценным является данное требование для определённого пользователя. Отслеживаемость может также использоваться после развёртывания продукта. Например, когда изучение использования системы показывает, что некая функция не используется, можно определить, зачем она требовалась изначально.